# Amphicoma abdominalis
Amphicoma abdominalis là một loài bọ cánh cứng trong họ Glaphyridae. Loài này được Fabricius miêu tả khoa học năm 1781.